# リー・タッカー・ジョーンズ
リー・タッカー・ジョーンズ（Leigh Tucker Jones、1888年8月16日 - 1943年12月1日）は、アメリカ合衆国のバスケットボール指導者。ウィリアム・アンド・メアリー大学の男子バスケットボール部で1928年から1929年までヘッドコーチを務めた。彼はインディアンズ（現在のトライブ）のヘッドコーチを1シーズン務め、9勝11敗の成績を残した。

## 監督歴
| ウィリアム・アンド・メアリー (Independent) (1928–1929) |                |      |  |  |  |  |  |  |  |
| 1928–1929 | William & Mary | 9–11 |  |  |  |  |  |  |  |
| 成績: | 成績:          | 9–11 |  |  |  |  |  |  |  |
| 全国優勝 カンファレンスレギュラーシーズン優勝 カンファレンスレギュラーシーズンとカンファレンストーナメント優勝 地区レギュラーシーズン優勝 地区レギュラーシーズンとカンファレンストーナメント優勝 カンファレンストーナメント優勝 |                |      |  |  |  |  |  |  |  |